# III Gimnazjum w Warszawie

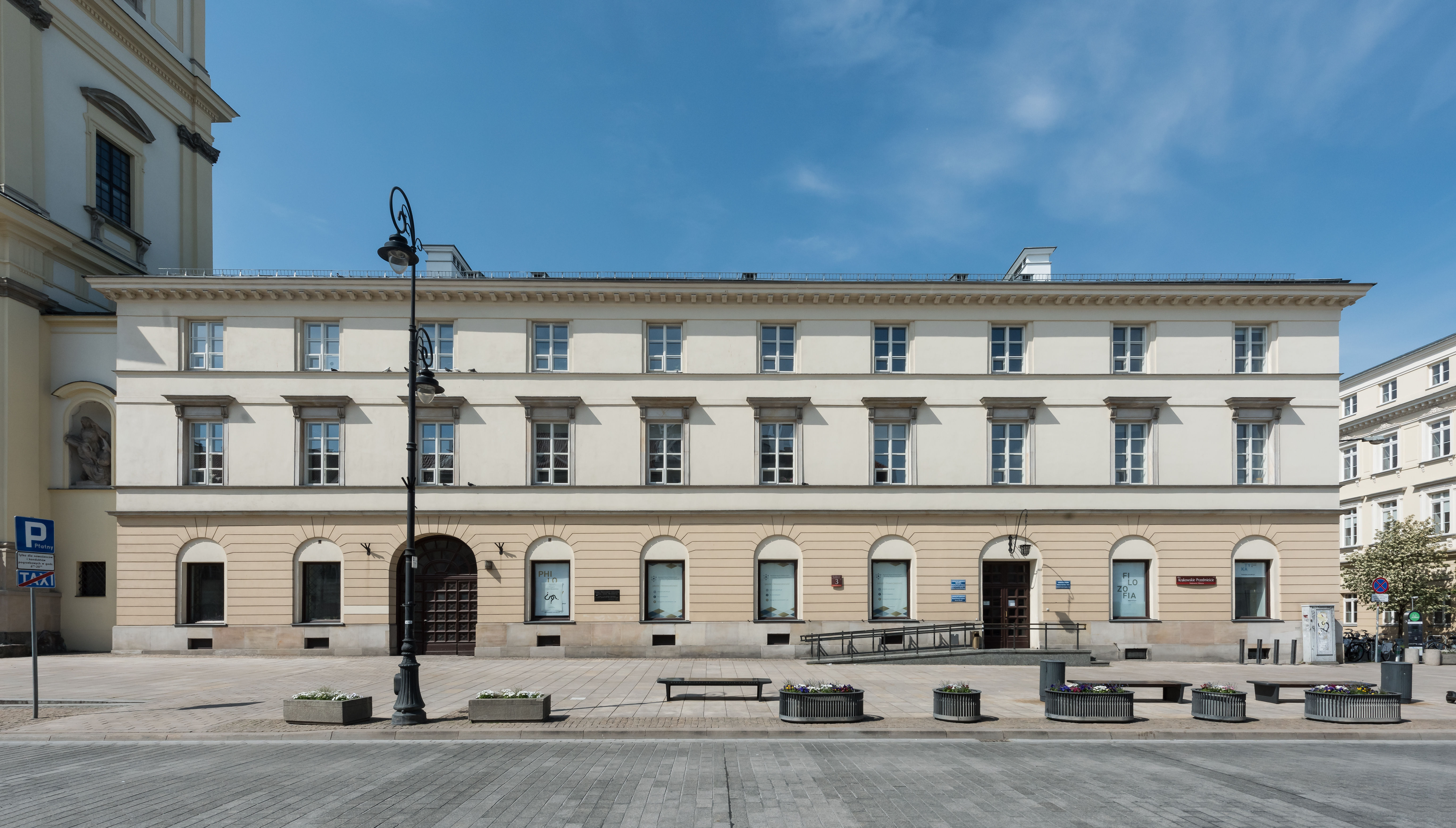
Budynek dawnego III Gimnazjum Męskiego

III Gimnazjum Filologiczne w Warszawie – siedmioklasowe gimnazjum męskie z rosyjskim językiem wykładowym, mieszczące się pod adresem Krakowskie Przedmieście 3 w budynku projektu Bolesława Podczaszyńskiego i Antoniego Sulimowskiego. Później w tym budynku mieściło się Gimnazjum św. Stanisława. Obecnie znajduje się w nim
Instytut Filozofii oraz część Wydziału Filozofii i Socjologii Uniwersytetu Warszawskiego.